# 부산광역시의 선거구
부산광역시의 선거구는 국회의원 선거구 18개, 시의원 선거구 42개로 이루어져 있으며 16개의 구·군 의원의 선거구도 존재한다.

## 국회의원 선거구
| 번호 | 선거구명       | 관할 구역                                                                                         |
| ---- | -------------- | ------------------------------------------------------------------------------------------------- |
| 1    | 중구·영도구    | 중구 , 영도구 전 지역                                                                             |
| 2    | 서구·동구      | 서구, 동구 전 지역                                                                                |
| 3    | 부산진구 갑    | 부산진구 부전1동, 연지동, 초읍동, 양정1동, 양정2동, 부암1동, 부암3동, 당감1동, 당감2동, 당감4동   |
| 4    | 부산진구 을    | 부산진구 부전2동, 전포1동, 전포2동, 가야1동, 가야2동, 개금1동, 개금2동, 개금3동, 범천1동, 범천2동 |
| 5    | 동래구         | 동래구 전 지역                                                                                    |
| 6    | 남구 갑        | 남구 대연1동, 대연3동, 대연4동, 대연5동, 대연6동, 문현1동, 문현2동, 문현3동, 문현4동              |
| 7    | 남구 을        | 남구 용호1동, 용호2동, 용호3동, 용호4동, 용당동, 감만1동, 감만2동, 우암동                         |
| 8    | 북구·강서구 갑 | 북구 구포1동, 구포2동, 구포3동, 덕천1동, 덕천2동, 덕천3동, 만덕1동, 만덕2동, 만덕3동              |
| 9    | 북구·강서구 을 | 북구 금곡동, 화명1동, 화명2동, 화명3동, 강서구 전 지역                                            |
| 10   | 해운대구 갑    | 해운대구 우1동, 우2동, 우3동, 중1동, 중2동, 좌1동, 좌2동, 좌3동, 좌4동, 송정동                    |
| 11   | 해운대구 을    | 해운대구 반여1동, 반여2동, 반여3동, 반여4동, 반송1동, 반송2동, 재송1동, 재송2동                   |
| 12   | 사하구 갑      | 사하구 괴정1동, 괴정2동, 괴정3동, 괴정4동, 당리동, 하단1동, 하단2동                               |
| 13   | 사하구 을      | 사하구 신평1동, 신평2동, 장림1동, 장림2동, 다대1동, 다대2동, 구평동, 감천1동, 감천2동             |
| 14   | 금정구         | 금정구 전 지역                                                                                    |
| 15   | 연제구         | 연제구 전 지역                                                                                    |
| 16   | 수영구         | 수영구 전 지역                                                                                    |
| 17   | 사상구         | 사상구 전 지역                                                                                    |
| 18   | 기장군         | 기장군 전 지역                                                                                    |

## 시의원 선거구
| 번호 | 선거구명           | 관할 구역                                                                                      |
| ---- | ------------------ | ---------------------------------------------------------------------------------------------- |
| 1    | 중구 선거구        | 중구 전 지역                                                                                   |
| 2    | 서구 제1선거구     | 서구 동대신1동, 동대신2동, 동대신3동, 서대신1동, 서대신3동, 서대신4동, 부민동                  |
| 3    | 서구 제2선거구     | 서구 아미동, 초장동, 충무동, 남부민1동, 남부민2동, 암남동                                      |
| 4    | 동구 제1선거구     | 동구 초량1동, 초량2동, 초량3동, 초량6동, 수정1동, 수정2동, 수정4동                             |
| 5    | 동구 제2선거구     | 동구 수정5동, 좌천동, 범일1동, 범일2동, 범일5동                                                |
| 6    | 영도구 제1선거구   | 영도구 남항동, 영선1동, 영선2동, 신선동, 봉래1동, 봉래2동, 청학1동                             |
| 7    | 영도구 제2선거구   | 영도구 청학2동, 동삼1동, 동삼2동, 동삼3동                                                      |
| 8    | 부산진구 제1선거구 | 부산진구 부전1동, 연지동, 초읍동, 양정1동, 양정2동                                             |
| 9    | 부산진구 제2선거구 | 부산진구 부암1동, 부암3동, 당감1동, 당감2동, 당감4동                                           |
| 10   | 부산진구 제3선거구 | 부산진구 부전2동, 전포1동, 전포2동, 가야1동, 범천1동, 범천2동                                  |
| 11   | 부산진구 제4선거구 | 부산진구 가야2동, 개금1동, 개금2동, 개금3동                                                    |
| 12   | 동래구 제1선거구   | 동래구 수민동, 복산동, 명륜동                                                                  |
| 13   | 동래구 제2선거구   | 동래구 온천1동, 온천2동, 온천3동, 사직1동, 사직2동, 사직3동                                    |
| 14   | 동래구 제3선거구   | 동래구 안락1동, 안락2동, 명장1동, 명장2동                                                      |
| 15   | 남구 제1선거구     | 남구 대연1동, 대연3동, 대연4동, 대연5동, 대연6동                                               |
| 16   | 남구 제2선거구     | 남구 용호1동, 용호2동, 용호3동, 용호4동                                                        |
| 17   | 남구 제3선거구     | 남구 용당동, 감만1동, 감만2동, 우암동                                                          |
| 18   | 남구 제4선거구     | 남구 문현1동, 문현2동, 문현3동, 문현4동                                                        |
| 19   | 북구 제1선거구     | 북구 구포1동, 구포2동, 구포3동                                                                 |
| 20   | 북구 제2선거구     | 북구 만덕1동, 만덕2동, 만덕3동, 덕천1동, 덕천3동                                               |
| 21   | 북구 제3선거구     | 북구 금곡동, 화명2동                                                                           |
| 22   | 북구 제4선거구     | 북구 화명1동, 화명3동, 덕천2동                                                                 |
| 23   | 해운대구 제1선거구 | 해운대구 우1동, 우2동, 우3동, 중1동                                                            |
| 24   | 해운대구 제2선거구 | 해운대구 좌1동, 좌2동, 좌3동, 좌4동, 송정동, 중2동                                             |
| 25   | 해운대구 제3선거구 | 해운대구 반여2동, 반여3동, 재송1동, 재송2동                                                    |
| 26   | 해운대구 제4선거구 | 해운대구 반여1동, 반여4동, 반송1동, 반송2동                                                    |
| 27   | 사하구 제1선거구   | 사하구 괴정1동, 괴정2동, 괴정3동, 괴정4동                                                      |
| 28   | 사하구 제2선거구   | 사하구 당리동, 하단1동, 하단2동                                                                |
| 29   | 사하구 제3선거구   | 사하구 신평1동, 신평2동, 구평동, 감천1동, 감천2동                                              |
| 30   | 사하구 제4선거구   | 사하구 장림1동, 장림2동, 다대1동, 다대2동                                                      |
| 31   | 금정구 제1선거구   | 금정구 서1동, 서2동, 서3동, 금사동, 부곡1동, 부곡2동, 부곡3동, 부곡제4동, 선두구동, 청룡노포동 |
| 32   | 금정구 제2선거구   | 금정구 장전1동, 장전2동, 장전3동, 남산동, 구서1동, 구서2동, 금성동                             |
| 33   | 강서구 제1선거구   | 강서구 대저1동, 대저2동, 강동동, 가락동, 명지동(1통∼8통, 10통∼15통, 32통~35통)                 |
| 34   | 강서구 제2선거구   | 강서구 명지동(9통, 16통~31통), 녹산동, 가덕도동                                                |
| 35   | 연제구 제1선거구   | 연제구 거제1동, 거제2동, 거제3동, 거제4동, 연산2동, 연산4동, 연산5동                           |
| 36   | 연제구 제2선거구   | 연제구 연산1동, 연산3동, 연산6동, 연산8동, 연산9동                                             |
| 37   | 수영구 제1선거구   | 수영구 남천1동, 남천2동, 광안1동, 광안2동, 광안3동, 광안4동                                    |
| 38   | 수영구 제2선거구   | 수영구 수영동, 망미1동, 망미2동, 민락동                                                        |
| 39   | 사상구 제1선거구   | 사상구 삼락동, 모라1동, 모라3동, 덕포1동, 덕포2동, 괘법동, 감전동                              |
| 40   | 사상구 제2선거구   | 사상구 주례1동, 주례2동, 주례3동, 학장동, 엄궁동                                               |
| 41   | 기장군 제1선거구   | 기장군 기장읍                                                                                  |
| 42   | 기장군 제2선거구   | 기장군 장안읍, 정관읍, 일광면, 철마면                                                          |

## 같이 보기
- 대한민국의 선거구